# Fundățica, Brașov
Fundățica este un sat în comuna Fundata din județul Brașov, Transilvania, România. Este aflată la cota 1.380 m.

## Galerie

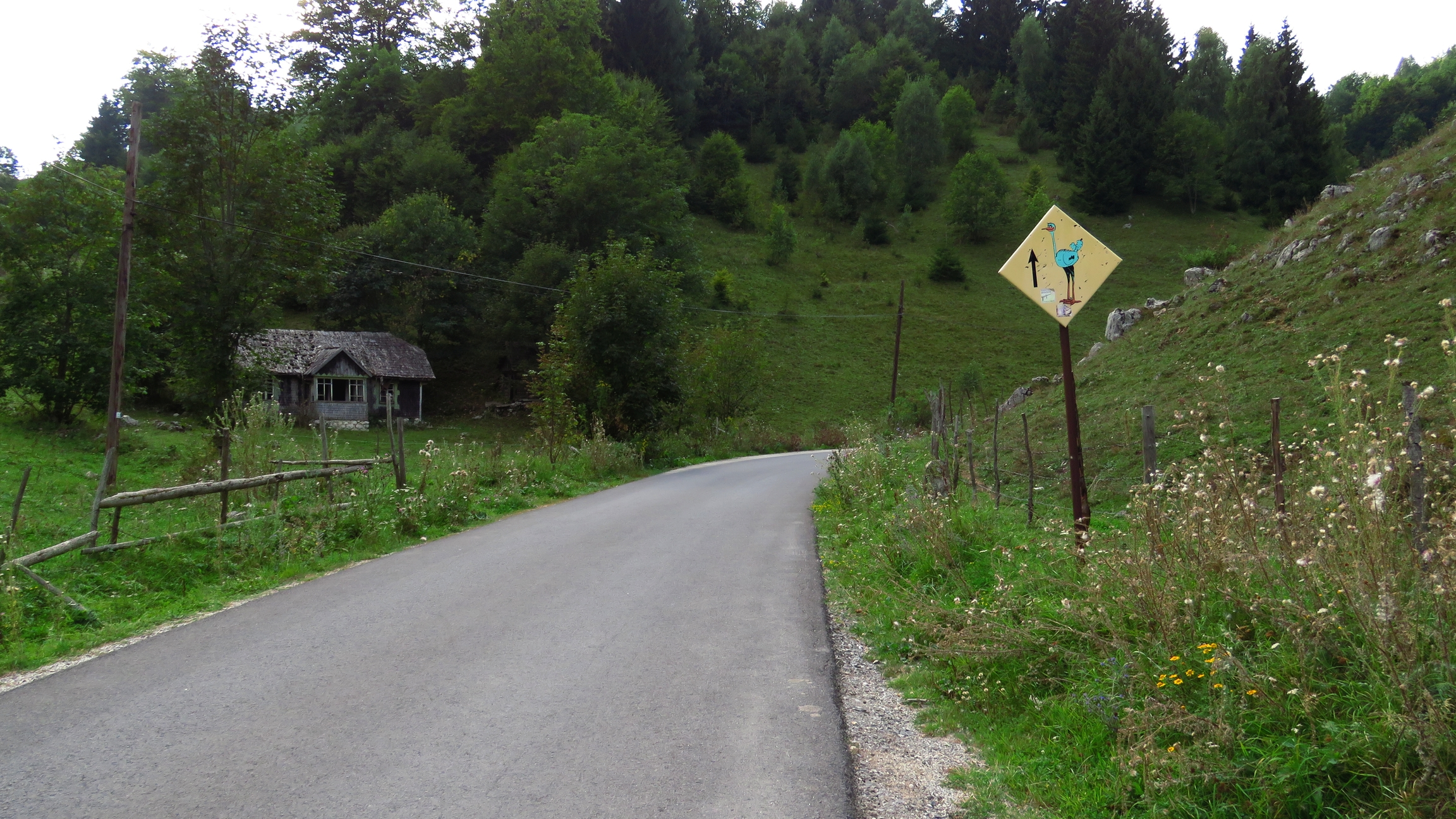
În drum spre Fundățica
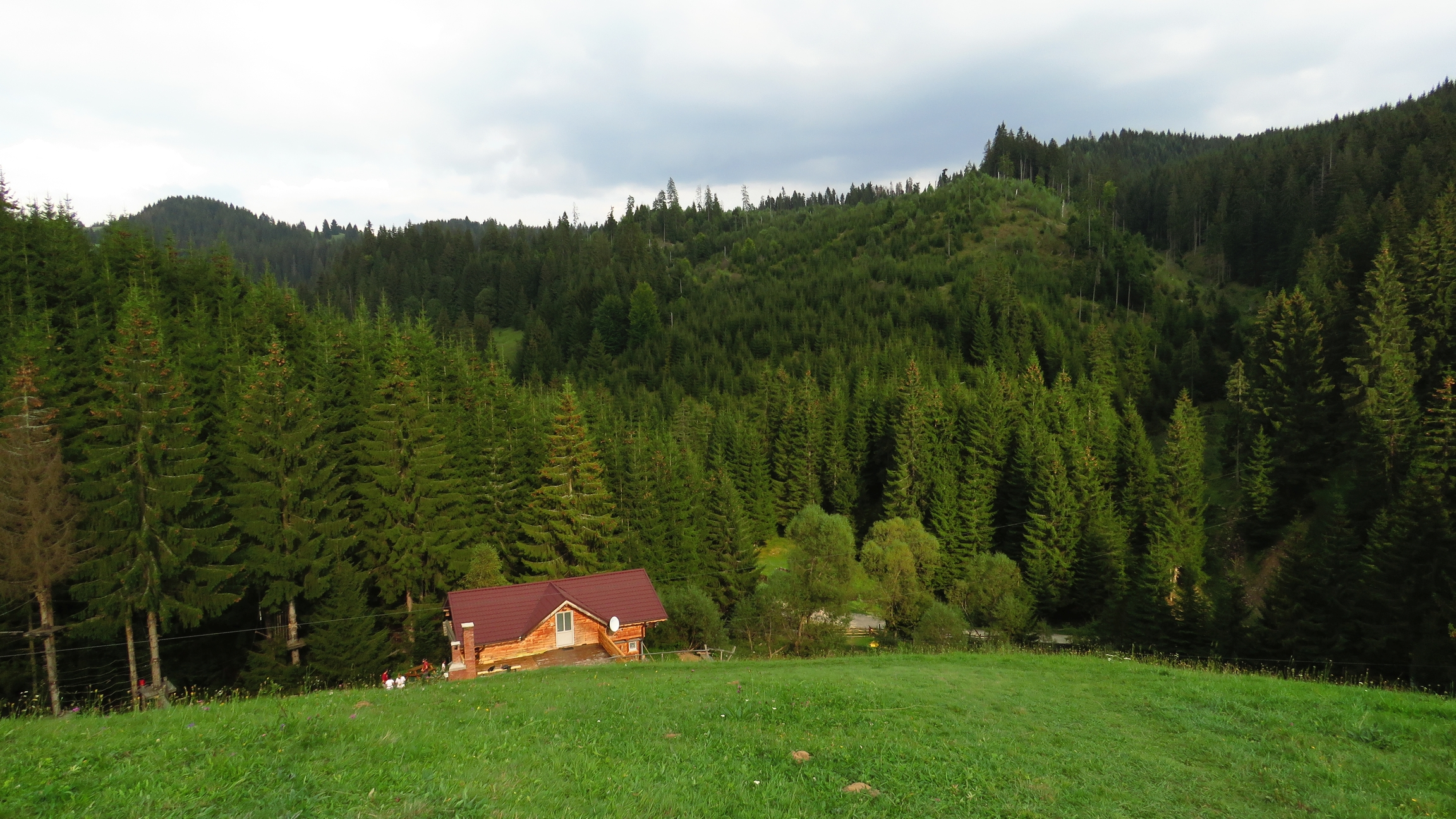
Peisaj din Fundățica
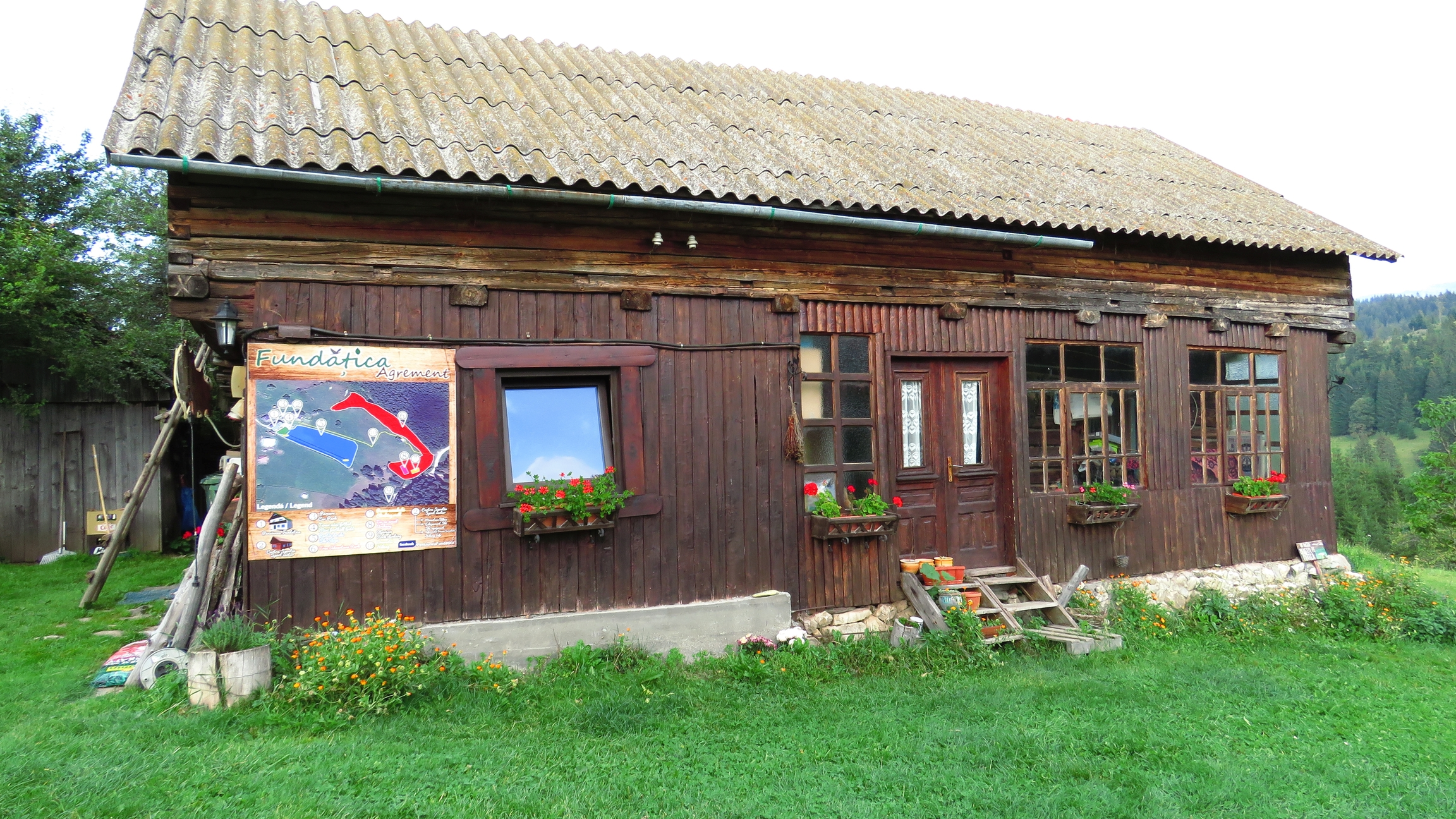
Fundățica
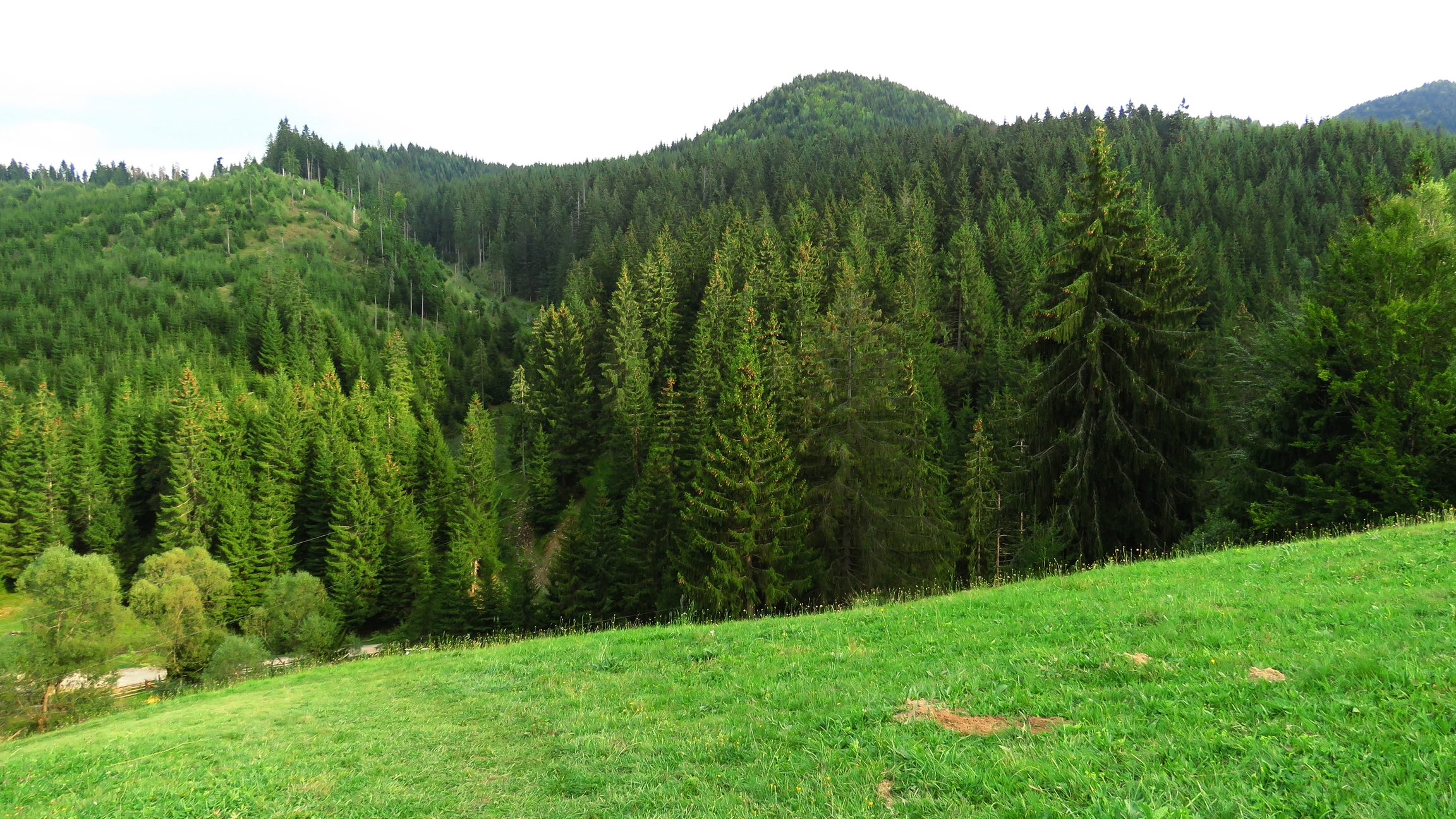
Peisaj din Fundățica, 2018
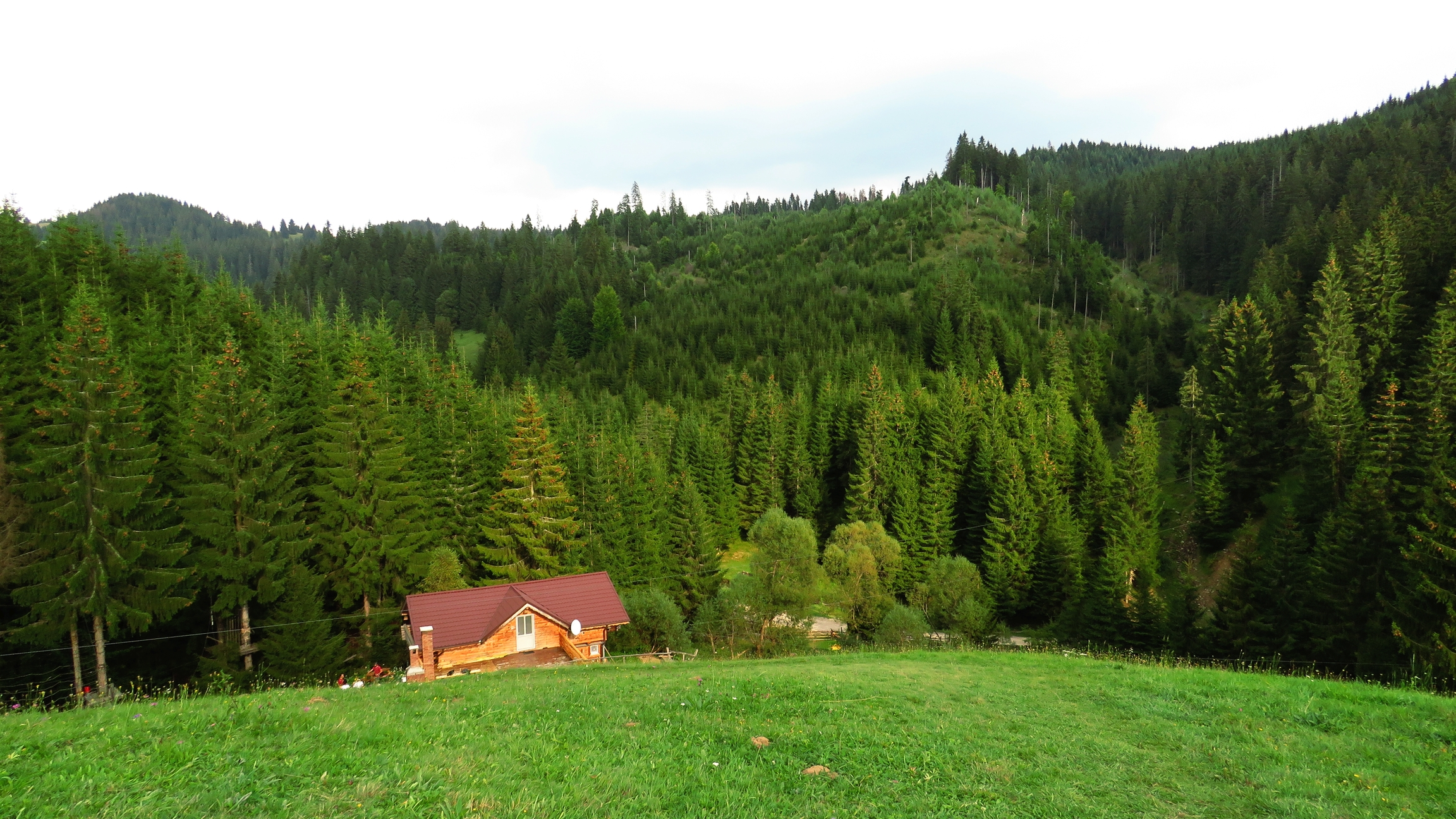
Fundățica 2018